# 1533 en santé et médecine
| Années de la santé et de la médecine : 1530 - 1531 - 1532 - 1533 - 1534 - 1535 - 1536    |
| Décennies de la santé et de la médecine : 1500 - 1510 - 1520 - 1530 - 1540 - 1550 - 1560 |

Cet article présente les faits marquants de l'année 1533 en santé et médecine.

## Fondation
- 1531-1533 : les consuls de Lyon fondent une « aumône générale, origine de l'hôpital de la Charité[1],[2] ».

## Événements
- À Lyon, les orphelins sont placés à l'hôpital de la Chana et les orphelines, à l'hôpital Saint-Catherine du Val, au couvent des Cordeliers et à celui des Jacobins[3].
- Printemps-été : épidémie à Montpellier[4] :
  - 7 mai-fin juillet : la vie universitaire est suspendue ;
  - 11 août : la plupart des fugitifs rentrent dans leur foyer.
- 1529-1533 : Nostradamus est inscrit à l'université de Montpellier, où il prépare et obtient le grade de docteur en médecine[5].

## Publications
- Paracelse (1493-1541), alchimiste, astrologue et médecin suisse, publie son traité sur « le mal des montagnes et autres maladies des mineurs » où il décrit les pathologies liées à l’extraction des minerais et au travail des métaux, et où il donne des conseils de prévention et de traitement[6].
- Thomas Paynell (fl. 1528-1567) traduit en anglais le De morbo gallico, d'Ulrich von Hutten (1488-1523[7]).

## Naissances
- Hieronymus Fabricius (mort en 1619), anatomiste italien, auteur, entre autres ouvrages, d'un traité De venarum ostiolis publié en 1603, l'une des publications qui conduiront William Harvey, son élève, à la découverte de la circulation sanguine en 1628[8],[9],[10].
- Theodor Zwinger l'Ancien (mort en 1588), savant et médecin suisse[11],[12].